# Militärhistorisches Museum der Bundeswehr - Flugplatz Berlin-Gatow
Het Militärhistorisches Museum der Bundeswehr - Flugplatz Berlin-Gatow, ook wel bekend als Luftwaffenmuseum der Bundeswehr, is de Berlijnse afdeling van het Bundeswehr Military History Museum gevestigd in Dresden.
Het museum in Berlijn is gevestigd op een voormalig vliegveld van de Luftwaffe en de Royal Air Force (RAF Gatow). Het is een militair museum met de focus op de geschiedenis van de militaire luchtvaart in Duitsland sinds 1884. Het heeft een collectie van meer dan 200.000 items, waaronder vliegtuigen, helikopters, luchtverdedigingssystemen en grondapparatuur, 5000 uniformen en 30.000 boeken. Er is ook veel informatie, inclusief vliegtuigen, over de geschiedenis van het vliegveld toen het werd gebruikt door de RAF.
De collectie bevat vliegtuigen uit de Eerste en Tweede Wereldoorlog, maar ook toestellen van de Oost- en West-Duitse luchtmacht na de oorlog. De meeste van die naoorlogse vliegtuigen staan in de buitenlucht opgesteld op en langs de voormalige start- en landingsbanen en verkeren in slechte staat.
De geschiedenis van het museum gaat terug tot 1957. In 1963 werd het Kuratorium Luftwaffenmuseum Uetersen e. V. opgericht. Deze vereniging kreeg vanaf 1967 haar eerste grote tentoonstellingsruimte, in twee oude vliegtuighangars, en vulde deze ruimten met buiten gebruik gestelde vliegtuigen van de Bundeswehr. Op 4 september 1987 nam het Duitse leger de collectie over. Het militaire vliegveld was tot 30 juni 1994 in gebruik. De collectie verhuisde hiernaartoe en vanaf september 1995 was een deel van de collectie toegankelijk voor het publiek.

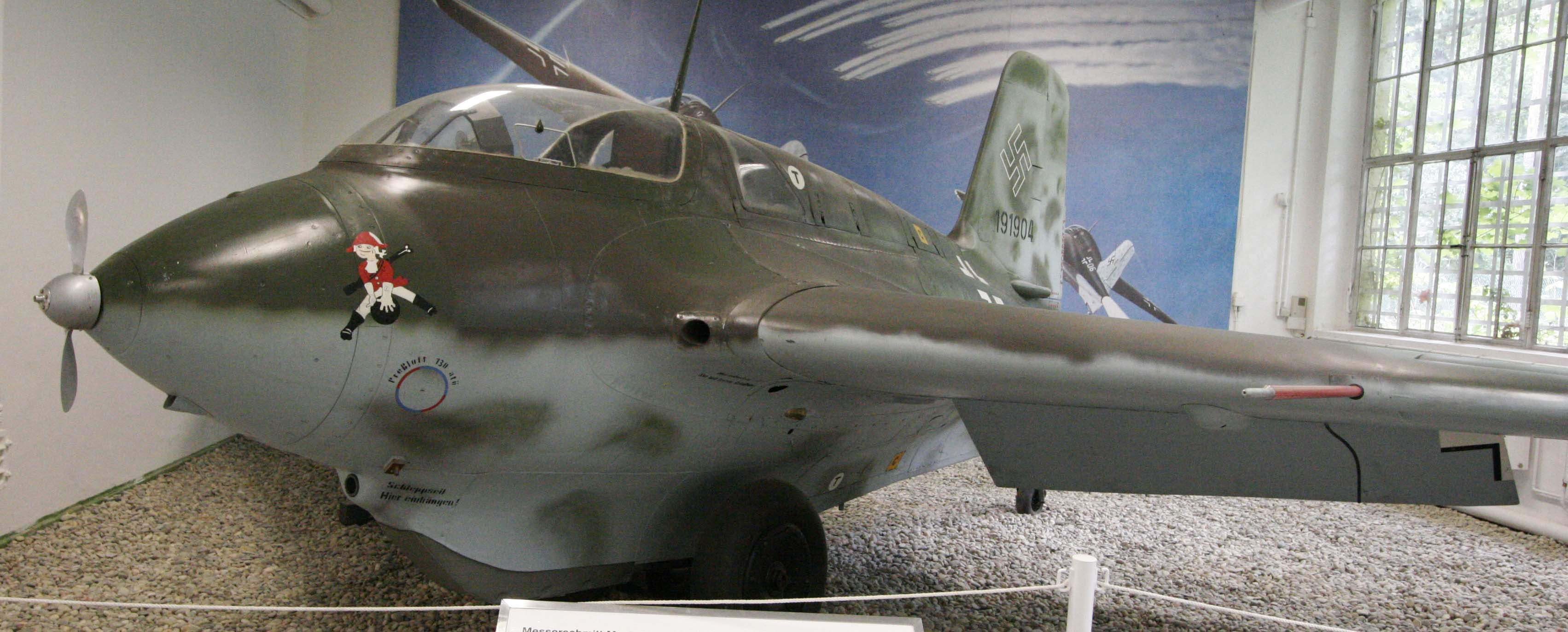
Messerschmitt Me 163
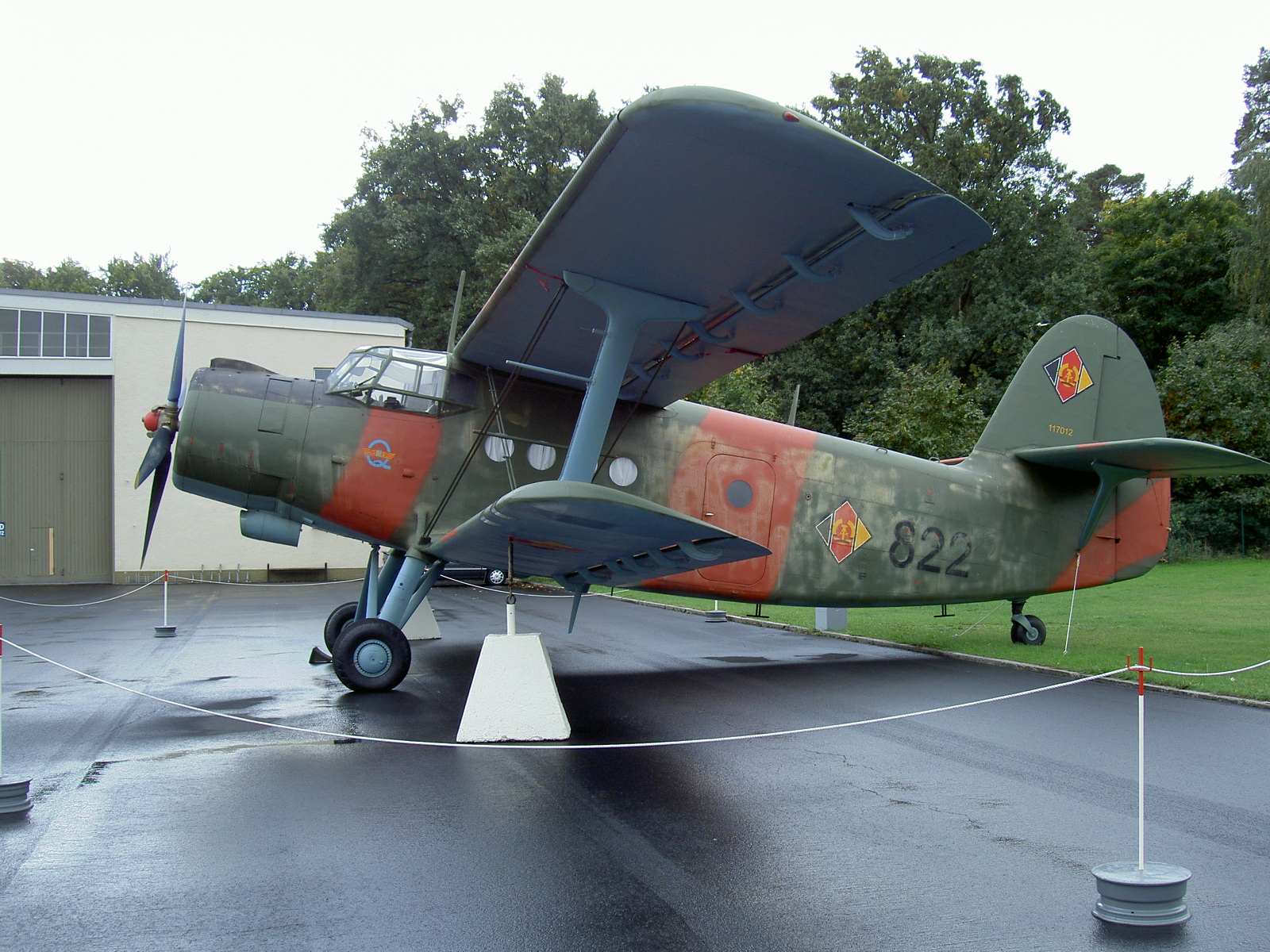
Antonov An-2
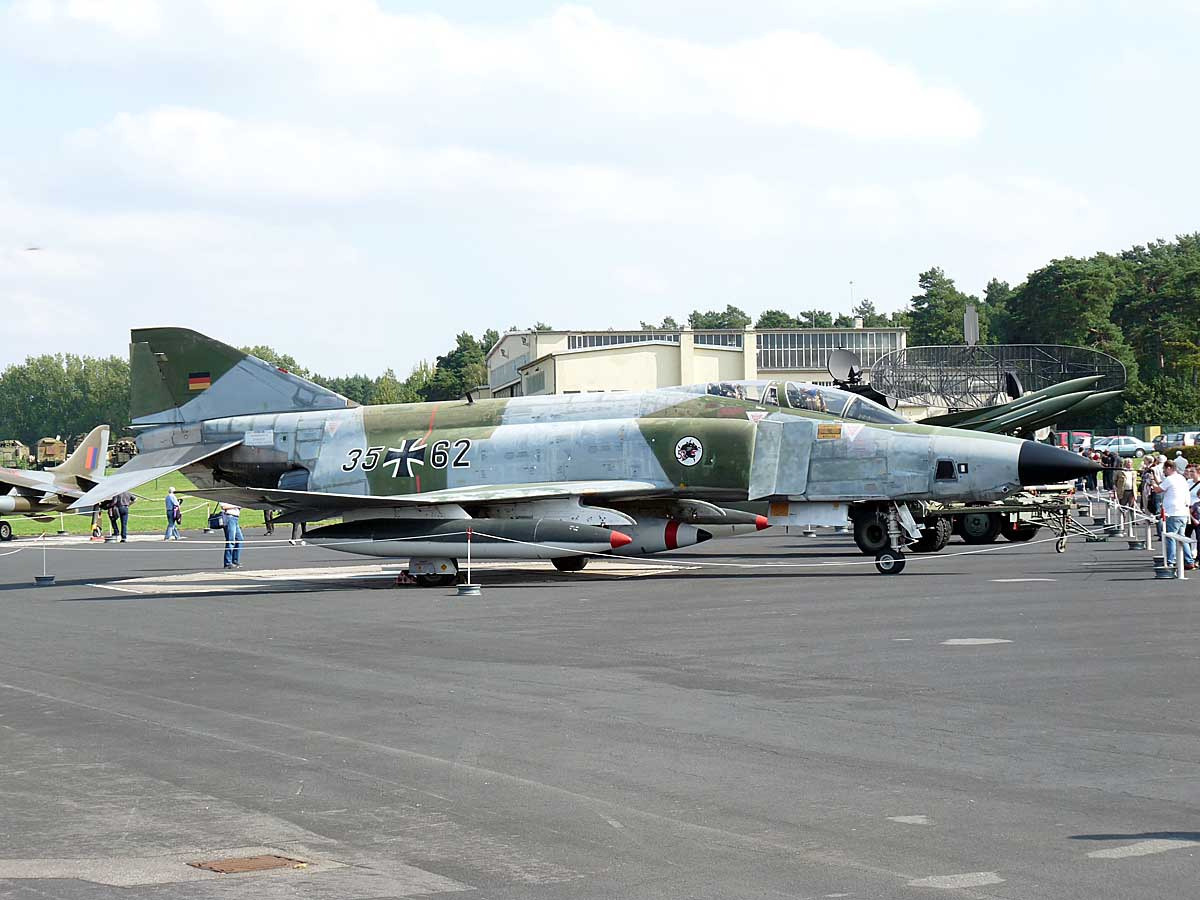
McDonnell Douglas F-4 Phantom II
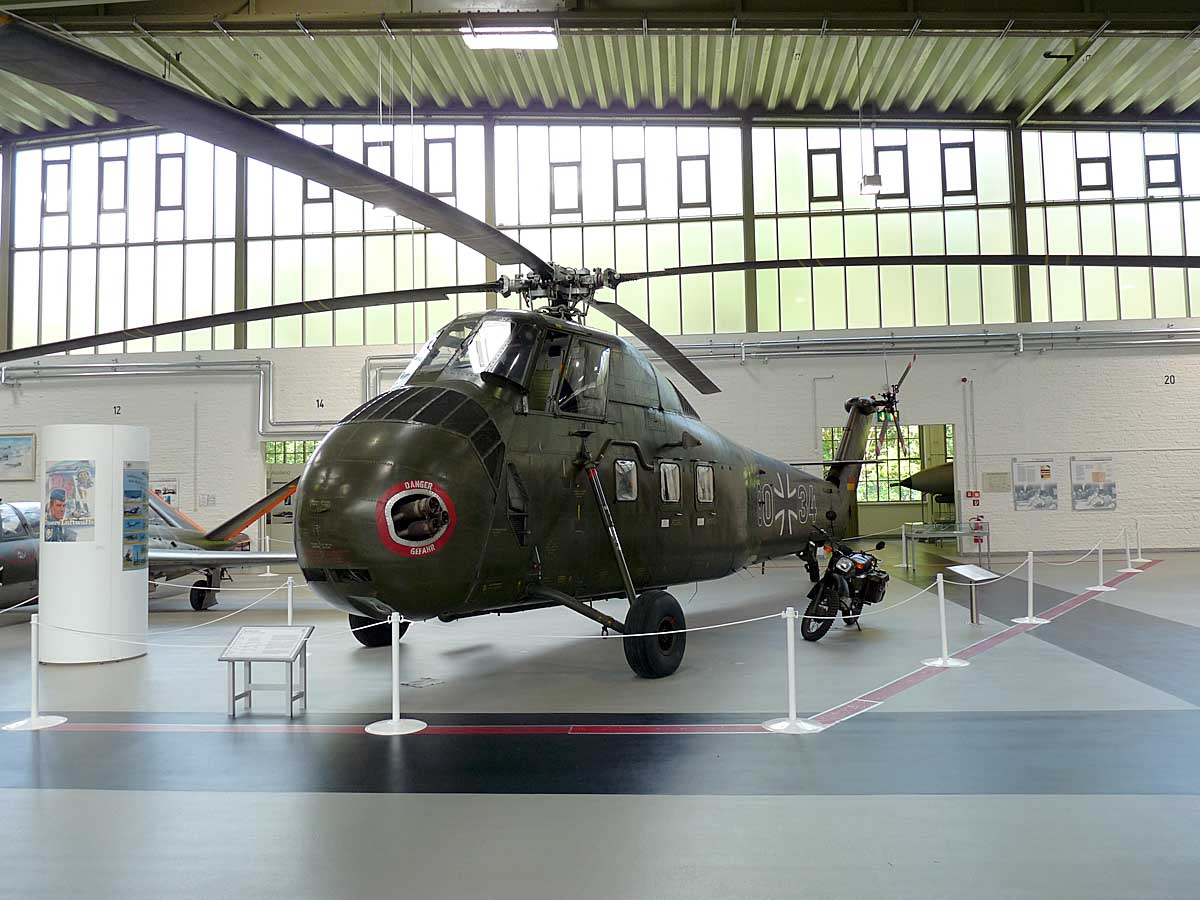
Sikorsky S-58
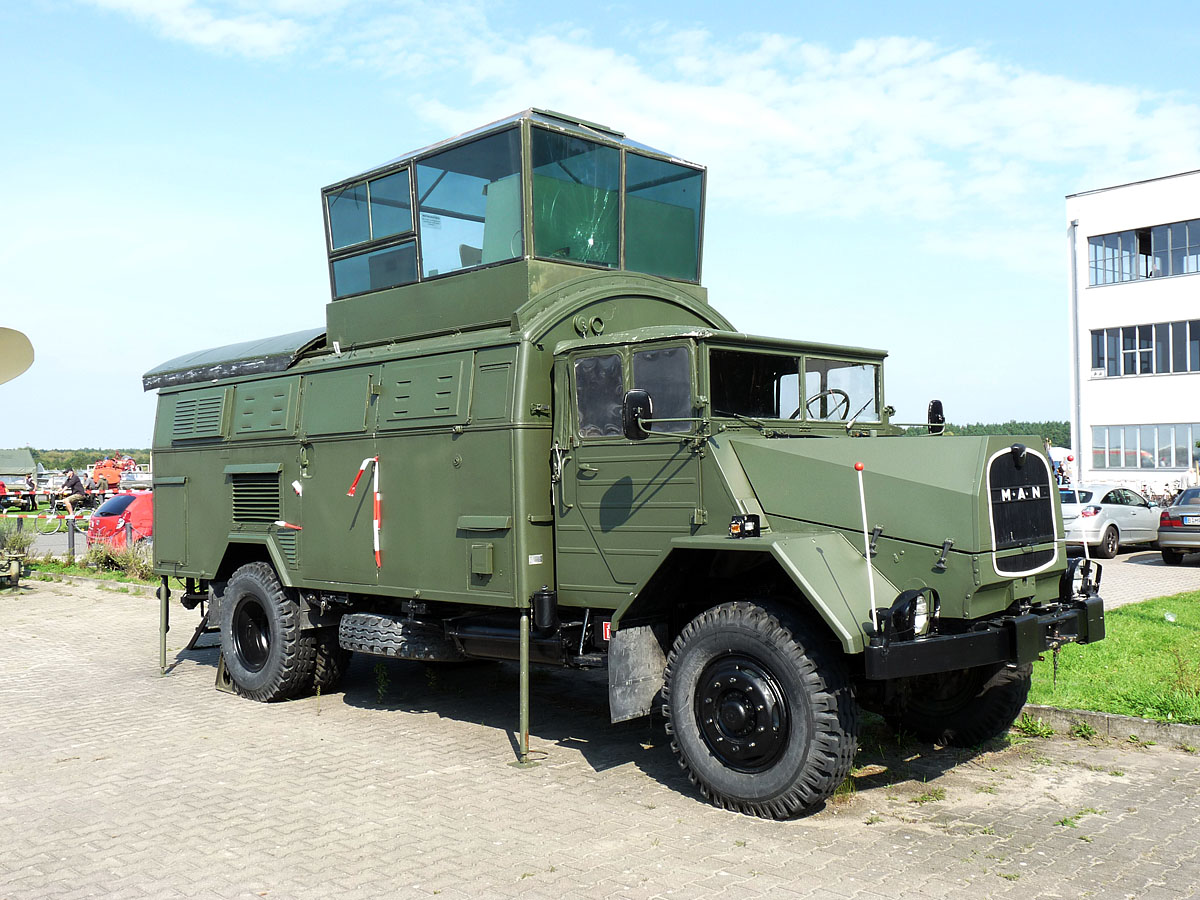
Mobiele verkeerstoren